# Arturo Toscanini

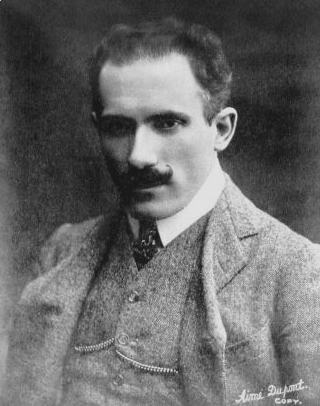
Arturo Toscanini (1908)

Arturo Toscanini (* 25. März 1867 in Parma; † 16. Januar 1957 in New York) war ein italienischer Dirigent und gilt allgemein als einer der bedeutendsten Orchesterleiter überhaupt. Er war Musikdirektor der Mailänder Scala (1898–1903, 1906–07 und 1921–29), der New Yorker Philharmoniker (1928–1936) und des NBC Symphony Orchestra (1937–1954).

## Leben und Werk

### Anfänge
Nach einem Cellostudium beschloss Toscanini 1885, Dirigent zu werden. Erste Erfahrungen als Dirigent machte er 1886 während einer Brasilientournee. 1895 erhielt er eine Anstellung in Turin. Als knapp 29-Jähriger durfte er dort am 1. Februar 1896 wegen seines Einsatzes für das Werk die Uraufführung der Oper La Bohème von Giacomo Puccini dirigieren, obwohl er ursprünglich nur an dritter Stelle für das Dirigat vorgesehen war. 1898 ging Toscanini an die Mailänder Scala, wo er bis 1903 als Musikdirektor fungierte.
Toscanini heiratete Carla De Martini am 21. Juni 1897, als sie noch keine 20 Jahre alt war. Das erste Kind, Walter, wurde am 19. März 1898 geboren. Tochter Wally kam am 16. Januar 1900 auf die Welt. Giorgio folgte im September 1901, starb aber am 10. Juni 1906 an Diphtherie. Am 7. Dezember 1907 kam die zweite Tochter Wanda auf die Welt (sie wurde 90 Jahre alt und heiratete 1933 Vladimir Horowitz).

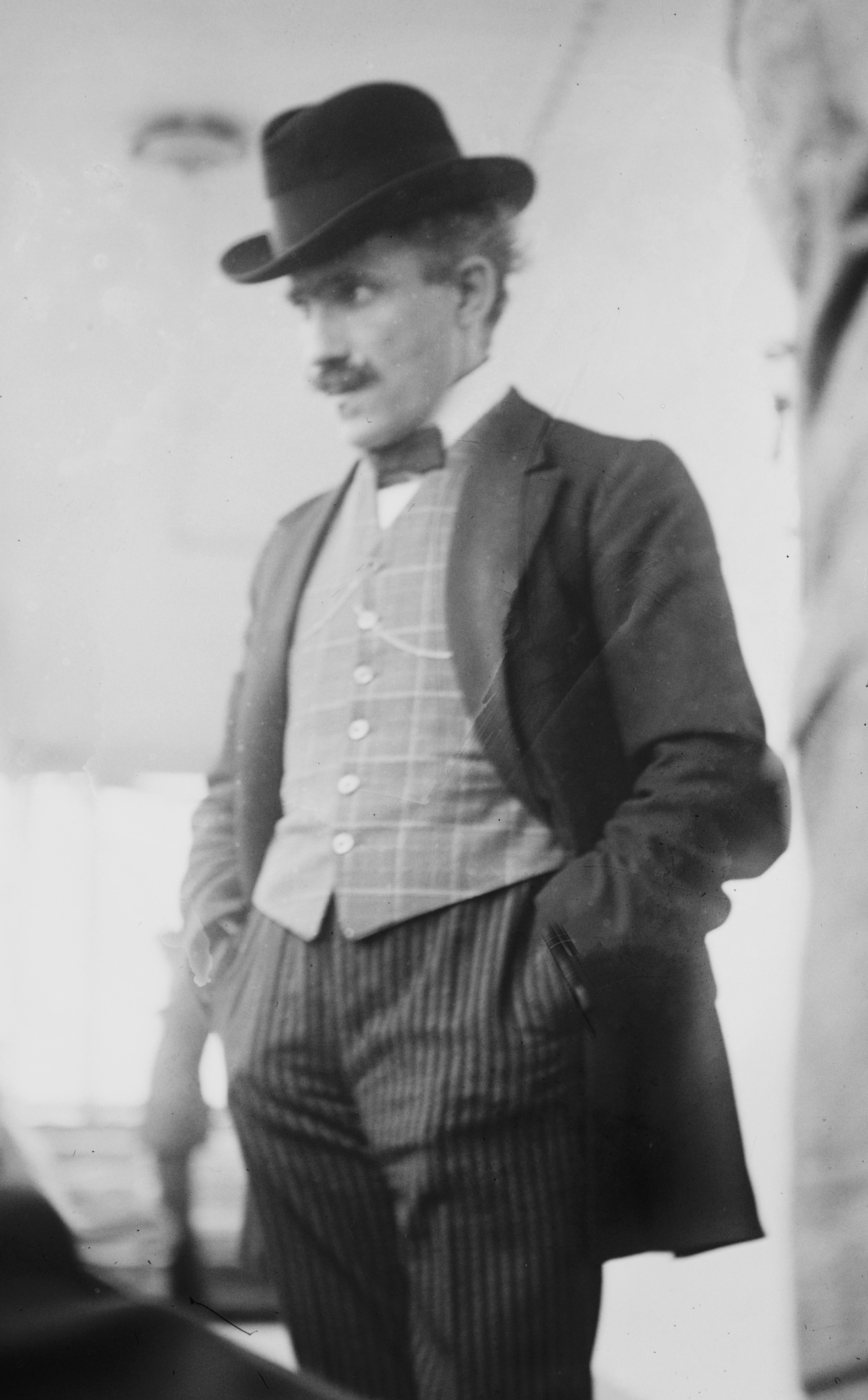
Arturo Toscanini

Wahrscheinlich während der Premiere der Oper Zazà 1900 lernte er Rosina Storchio kennen, die die Hauptrolle sang. Toscanini begann eine Affäre mit Storchio, aus der ein Sohn, Giovannino, hervorging. Giovannino wurde mit einer schweren Hirnschädigung geboren und starb mit 16 Jahren. Für die Saison 1905/1906 kehrte Toscanini nochmals ans Teatro Regio nach Turin zurück und dirigierte unter anderem Madama Butterfly und die neue Oper Siberia von Umberto Giordano (diese als Premiere; ein Jahr später dirigierte er auch die Premiere in Buenos Aires). Von 1906 bis 1908 war er erneut Musikdirektor der Mailänder Scala.

### Die Weltkarriere
Er ging 1908 an die Metropolitan Opera nach New York und kehrte im Mai 1915 nach Europa zurück. Neben anderen Orchestern dirigierte er auch mit den Wiener Philharmonikern viele Konzerte – im Wiener Musikverein und in Salzburg.
Kurz nach dem Ersten Weltkrieg zeigte sich Toscanini angetan von Benito Mussolini, den er Anfang 1919 bei einer Versammlung in Mailand erlebte, als er noch mit einer radikal sozialistischen Rhetorik auftrat. Bei der Parlamentswahl 1919 kandidierte Toscanini auf der Liste von Mussolinis Fasci di combattimento, die jedoch völlig unbedeutend blieb und keinen einzigen Parlamentssitz erhielt. In der Folgezeit ging er jedoch auf Distanz zu Mussolini und den Faschisten, da er die von ihnen ausgeübte Gewalt ablehnte. Bereits 1922, im Jahr des Marsches auf Rom, wies er das Ansinnen zurück, die Parteihymne Giovinezza im Anschluss an eine Aufführung des Falstaff spielen zu lassen.
Von 1921 bis 1929 amtierte Toscanini zum dritten Mal als musikalischer Leiter der Mailänder Scala. Als die Regierung 1925 anordnete, Porträts von Mussolini und König Viktor Emanuel III. in allen öffentlichen Gebäuden aufzuhängen, verweigerte Toscanini die Umsetzung in der Mailänder Scala. Den Befehl, am Nationalfeiertag 21. April („Geburtstag von Rom“), vor Konzerten im ganzen Land die Giovinezza zu spielen, umging er, indem er an dem Tag keine Vorstellung, sondern nur eine Probe ansetzte. Trotz Drucks und Drohungen der Machthaber blieb die Scala auch am 21. April 1926 geschlossen.

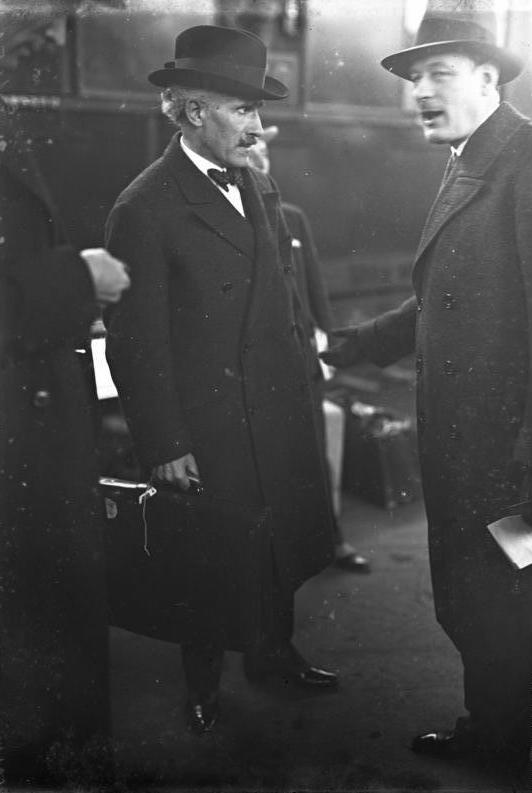
Arturo Toscanini (1931)

Mussolini kündigte an, die vier Tage später angesetzte Weltpremiere von Puccinis Turandot zu besuchen und forderte, dass bei seinem Einzug in das Theater die Parteihymne gespielt werde. Toscanini blieb jedoch hart und die Premiere fand ohne den Duce statt. Toscanini ließ das Ende von Turandot, das von Franco Alfano nach Puccinis Tod vollendet worden war, kürzen. Diese gekürzte Fassung wird neben der vollständigen Fassung und einer weiteren Fassung des italienischen Komponisten Luciano Berio auch heute noch gespielt.
Toscaninis Verzicht auf den Musikdirektor-Posten an der Scala 1929 war teils durch den politischen Druck motiviert, entsprach aber auch seinem künstlerischen Interesse, sich fortan weniger auf Opern und mehr auf ein symphonisches Repertoire zu konzentrieren. Bereits seit 1926 war er als Gastdirigent am New York Philharmonic Orchestra tätig, von 1929 bis 1936 amtierte er dort als Musikdirektor.
Während seiner häufigen Engagements in Europa übernahm sein Assistent, der deutsch-amerikanische Dirigent Hans Lange, die Proben mit dem Orchester. Bei einem Aufenthalt in seiner italienischen Heimat wurde Toscanini im Mai 1931 vor dem Teatro Comunale in Bologna von jungen Faschisten überfallen und geschlagen, weil er sich nach wie vor weigerte, die Giovinezza zu spielen.
1934 leitete Toscanini an der Wiener Staatsoper das Requiem von Giuseppe Verdi sowie später zwei Vorstellungen von Beethovens Fidelio. Deshalb brachte er nach dem Zweiten Weltkrieg beim Wiederaufbau der Wiener Staatsoper seinen Rat ein und sprach sich – aus akustischen Gründen – für eine Verwendung von Holz als Baumaterial im Zuschauerraum aus. Einige Jahre prägte Toscanini als Dirigent die Salzburger Festspiele. Bis 1937 leitete er dort wesentliche Konzerte und Operninszenierungen, etwa Verdis Falstaff, Richard Wagners Die Meistersinger von Nürnberg und Mozarts Die Zauberflöte.

### Auswanderung
Toscanini emigrierte 1937 in die USA, weil ihn der italienische Faschismus und der deutsche Nationalsozialismus zusehends abstießen. Er leitete von da an das eigens für ihn gegründete NBC Symphony Orchestra. Schon 1937 spielte er mit diesem Orchester die erste Gesamtaufnahme der neun Sinfonien von Beethoven ein. Seine für 1938 geplanten Auftritte in Salzburg sagte Toscanini nach dem Anschluss Österreichs an das nationalsozialistische Deutsche Reich ab. Dagegen leitete er am 26. Dezember 1936 das erste Konzert des neu gegründeten Palestine Orchestra, das ab 1948 in Israel Symphony Orchestra umbenannt wurde.
Durch die Heirat seiner Tochter Wanda mit dem Klaviervirtuosen Vladimir Horowitz konnte Toscanini eine legendäre Einspielung von Tschaikowskis 1. Klavierkonzert mit seinem Schwiegersohn vorlegen. Bei einer einzigen Benefizvorstellung desselben Werkes in der Carnegie Hall in New York gelang es den beiden Künstlern 1943, von den Zuschauern elf Millionen Dollar einzuspielen – für Kriegsanleihen, die anstelle von Eintrittskarten ausgegeben wurden.
1946 produzierte Toscanini für den New Yorker Rundfunk eine Gesamtaufnahme der Oper La Bohème anlässlich des 50-jährigen Jubiläums der seinerzeit von ihm geleiteten Uraufführung. Diese gilt heute noch in der Fachwelt als die werktreueste Aufnahme. Er entdeckte die Sopranistin Renata Tebaldi und verpflichtete sie an die wiederaufgebaute Mailänder Scala, an der Toscanini 1946 das Eröffnungskonzert leitete. 1947 holte Toscanini noch einmal Hans Lange, der 1936 Dirigent am Chicago Symphony Orchestra geworden war, nach New York für eine Konzertreihe mit dem NBC Symphony Orchestra. Zudem lud Toscanini 1948/49 den jungen italienischen Dirigenten Guido Cantelli zu einer Reihe von Konzerten nach New York ein. Er äußerte sich begeistert über den jungen Kollegen, dessen Karriere er förderte und der als musikalischer Erbe Toscaninis angesehen wird. Allerdings starb Cantelli 1956 – noch vor seinem Mentor – bei einem Flugzeugabsturz. Um den fast 90-jährigen Toscanini zu schonen, wurde ihm diese Nachricht vorenthalten.

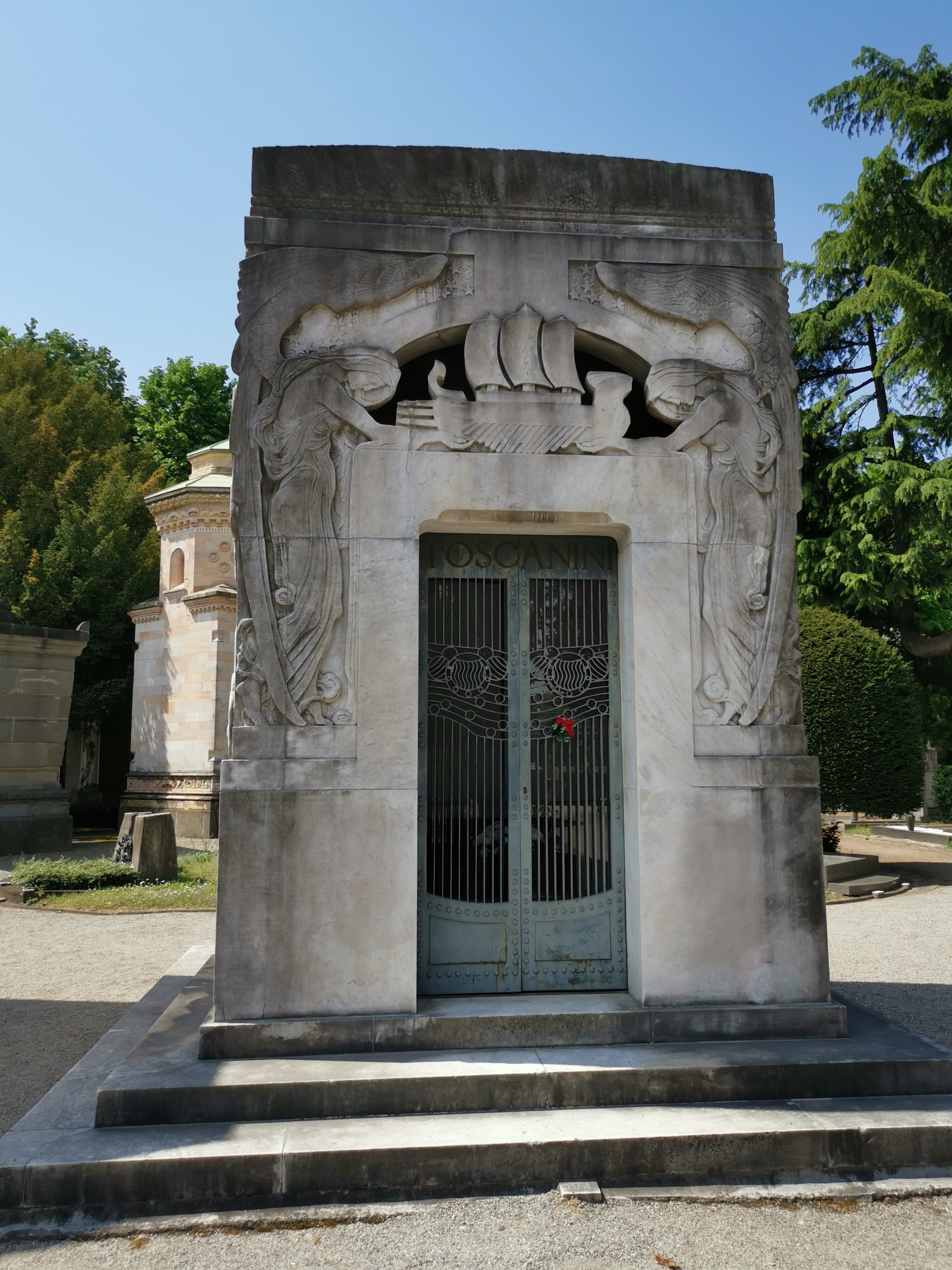
Mausoleum auf dem Cimitero Monumentale Mailand

Gerühmt wurden nach dem Krieg vor allem Toscaninis Interpretationen der Werke von Ludwig van Beethoven und Giuseppe Verdi. Der Mitschnitt von Toscaninis letzter Aufführung des Verdi-Requiems vom 27. Januar 1951 wurde nach dem Auffinden einer zweiten Band-Version als „Accidental Stereo“-Aufnahme (eine echte, weil mit zwei verschiedenen Mikrophonen aufgenommene, aber als solche ursprünglich nicht geplante Stereo-Aufnahme) identifiziert und 2010 erstmals in Stereo veröffentlicht.

### Das letzte Konzert
Der Mitschnitt von Toscaninis letztem Konzert gehört ebenso wie der des Konzerts vom März 1954 (mit Tschaikowskys „Pathetique“-Sinfonie als Programmschwerpunkt) zu den frühen Stereo-Versuchsaufnahmen von John „Jack“ Pfeiffer. Dieses letzte öffentliche Konzert dirigierte Arturo Toscanini am 4. April 1954 in der Carnegie Hall in New York. Es wurde durch Toscaninis Blackout während des Konzerts zu einer berühmten Aufführung. Er dirigierte während des Konzertes, das von NBC live übertragen wurde, sein eigenes Sinfonieorchester. Auf dem Programm standen ausschließlich Werke Wagners, unter anderen das Lohengrin-Vorspiel und die Szene auf dem Venusberg (Bacchanal) aus dem Tannhäuser. Beim letztgenannten, dem vorletzten Werk des Konzerts, passierte Toscaninis Blackout, er hörte für eine Minute zu dirigieren auf und hielt sich eine Hand vor die Augen. Das Orchester hörte für einen Moment zu spielen auf, bis der erste Cellist die Einsätze gab; die Senderegie der NBC blendete die Aufführung unmittelbar aus und spielte eine Brahms-Sinfonie vom Band zu. Als Toscanini wieder zu dirigieren anfing, blendete der Sender wieder in den Saal zurück. Toscanini nahm den Schlussapplaus des Publikums nicht mehr entgegen.
Der Vorfall wird in dem Kontext interpretiert, dass NBC Toscanini vorab zu verstehen gegeben hatte, man wolle das Orchester auflösen und wünsche, er würde seine Dirigenten-Laufbahn beenden. Wenige Monate später war Toscaninis Orchester tatsächlich aufgelöst und alle Musiker entlassen. Toscanini trat nie mehr als Dirigent auf.
Toscanini starb am 16. Januar 1957 in seinem Haus in der New Yorker Bronx. Sein Leichnam wurde nach Italien überführt und auf dem Zentralfriedhof Mailand beigesetzt.

## Gedenken

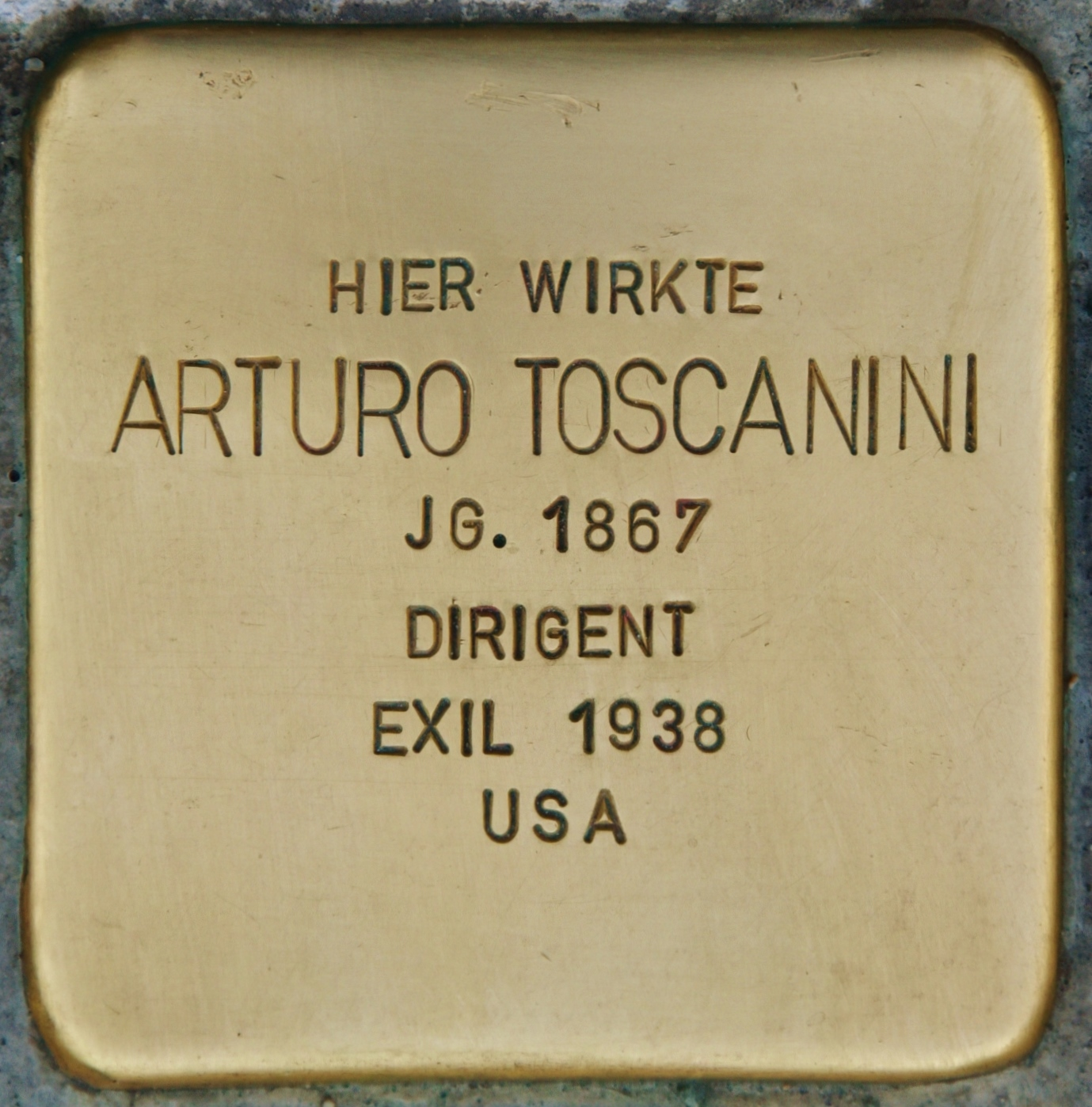
Stolperstein in Salzburg

Am 17. August 2020 wurde durch den Künstler Gunter Demnig vor dem Haus für Mozart in Salzburg ein Stolperstein für Arturo Toscanini verlegt.

## Trivia
Toscanini war einer der Träger des Ehrenringes der Stadt Wien (verliehen am 8. Dezember 1935), fehlt jedoch in den erhaltenen Listen der Preisträger. Vermutlich wurde der Name des weltberühmten Trägers – und Gegners des Nationalsozialismus – nach dem Anschluss Österreichs aus den offiziellen Listen gestrichen und Toscanini die Auszeichnung aberkannt. Dies wurde nach dem Krieg nicht rückgängig gemacht, jedoch trug Toscanini noch 1952 den Ring sichtbar an seiner Hand.

## Filme
- Toscanini über sich selbst. Fernseh-Dokumentation, Frankreich, 2008, 90 Min., Regie: Jean-Christophe Rose, Produktion: arte France Inhaltsangabe
- Il giovane Toscanini (1988), italienisch-französischer Spielfilm von Franco Zeffirelli